# 白い町で
『白い町で』（フランス語: Dans la ville blanche）は、1983年（昭和58年）製作・公開、アラン・タネール監督のスイス・ポルトガル・イギリス合作の長編劇映画である。

## 略歴・概要
マノエル・デ・オリヴェイラ作品を手がけることで知られるポルトガルの映画プロデューサーのパウロ・ブランコと、ヌーヴォー・シネマ・スイスで知られるスイスの映画監督のアラン・タネールが共同で企画し、共同で脚本を書いた作品である。
ロケーション撮影は、ポルトガルの首都リスボンで行われた。当時のリスボンは、ドイツのヴィム・ヴェンダース監督の『ことの次第』（1982年）もロケが行われ、ブランコがその製作にも関与した。
本作は、1983年（昭和58年）2月18日に開催された第33回ベルリン国際映画祭で金熊賞にノミネートされ、コンペティション上映されたが、賞は逃した。同年、フランス等で公開され、翌1984年（昭和59年）のセザール賞で最優秀フランス語映画賞を受賞、同年、スペインのフォトグラマス・デ・プラタで最優秀外国映画賞を受賞した。
日本では、1986年（昭和61年）2月1日、シネセゾンの配給で、キネカ大森等で劇場公開された。

## キャスト
- ブルーノ・ガンツ - ポール
- テレサ・マドルーガ - ローザ
- ユリア・フォンダリン - エルザ
- ジョゼ・カルヴァーリョ - バーのマスター
- フランシスコ・バイアン - ナイフを持った泥棒
- ジョゼ・ワレンステイン - もうひとりの泥棒
- セシリア・ギマランエス - 列車の中の女性
- ジョアナ・ヴィセンテ - 列車の中の若い女性

## ストーリー
舞台は白い町、ポルトガルの首都リスボン。貨物船の乗組員ポール（ブルーノ・ガンツ）は、8ミリカメラを回し、スイスに住む妻エルザ（ユリア・フォンダリン）に送るのが趣味だ。あるバーに入ったポールは、そこに働く女ローザ（テレサ・マドルーガ）と意気投合、そのバーのあるホテルに部屋を定めた。ローザは同ホテルでは昼間はメイドとして働いていた。
ポールが撮った8ミリフィルムがエルザに届く。同封された手紙に、ローザの存在が示唆されていて、エルザは困惑し、不安を覚える。
ある夜、ポールは、ビリヤード屋からの帰りにナイフを持った泥棒（フランシスコ・バイアン）とその相棒（ジョゼ・ワレンステイン）に襲われ、財布を取られてしまう。ポールは、腕時計を売り払い、金策を図る。財布泥棒の男を街で発見するが、持っていたナイフでポールは胸を刺されてしまう。
病院でケガを手当てしてホテルに帰るポールは、ローザがすでにリスボンを立ち去ったことを知る。ローザはフランスへ発ったというが、どこにいるのかはだれもわからなかった。
エルザからポールに手紙が届いた。今すぐ帰ってきて、そうでなければもう二度と帰らないで。ポールはすべてを捨てて、スイスへ向かう列車に乗る。列車のコンパートメントでは、2人の乗客の女性（セシリア・ギマランエス、ジョアナ・ヴィセンテ）と同席になる。ポールの瞳に若い女（ジョアナ・ヴィセンテ）の美しさが鮮明に映った。

## 関連事項
- フォトグラマス・デ・プラタ （en:Fotogramas de Plata）

## 註
1. 1 2 3 4  #外部リンク欄、Dans la ville blanche, Internet Movie Database, 2009年10月19日閲覧。二重リンクを省く。
2. 1 2  白い町で、kinejun.jp, 2009年10月19日閲覧。
3. ↑  Der Stand der Dinge - IMDb（英語）, 2009年10月19日閲覧。